# Jaroslav Flegr
Jaroslav Flegr (* 12. března 1958 Praha), někdy nesprávně Flégr, je český biolog, vysokoškolský pedagog a popularizátor vědy, který se ve svém výzkumu zaměřuje na biologickou evoluci, zejména pak v oblastech etologie, evoluční parazitologie a evoluční psychologie.
Je autorem teorie zamrzlé plasticity, kterou později rozšířil na teorii zamrzlé evoluce. V evoluční parazitologii se zaměřuje na takzvanou manipulační hypotézu, v rámci které se svým týmem studuje prvoka Toxoplasma gondii, za tento výzkum v roce 2014 dostal jeho tým společně s týmem z University of Michigan Ig Nobelovu cenu. K dalším oblastem jeho vědeckého zájmu patří mimo jiné výzkum Rh faktoru, role peptických slovníků v koevolučním zápase parazitů s hostitelem, schizofrenie nebo virologie. Je autorem internetového projektu občanské vědy „Pokusní králíci“, zabývajícího se především dotazníkovými šetřeními; jedním z těchto šetření je patrně zatím nejrozsáhlejší český sexuologický výzkum zahrnující 65 tisíc osob.
Věnuje se též popularizaci vědy, o svém výzkumu přednáší pro širokou veřejnost, je členem redakční rady časopisu Vesmír. Píše blogy, aktivní je na Facebooku a síti X.
Mezi širokou českou veřejností se stal známým v roce 2020, kdy se v médiích začal vyjadřovat k epidemii covidu-19.

## Vzdělání a vědecké tituly
V letech 1977–1982 vystudoval biologický obor na Přírodovědecké fakultě Univerzity Karlovy a získal titul RNDr. V letech 1984–1987 vystudoval na téže fakultě fyziologii a získal titul CSc. V letech 1985‑1988 vystudoval na Matematicko-fyzikální fakultě a Filozofické fakultě Univerzity Karlovy postgraduální obor  "Matematické metody v biologickém výzkumu“. V letech 1990–1991 strávil 15 měsíců na studijním pobytu na katedře Imunologie Lékařské fakulty Tokijské Univerzity, kde se věnoval studiu MHC antigenů. V roce 1999 byl jmenován docentem pro obor parazitologie, v roce 2008 profesorem pro obor ekologie.

## Vědecká práce
Jaroslav Flegr působí zejména v oblasti evoluční biologie, ekologie, evoluční psychologie, etologie a parazitologie. Znám je hlavně výzkumem parazita Toxoplasma gondii a souvisejícího onemocnění toxoplazmóza. Zároveň je ale spoluobjevitelem prvního viru s dvouřetězcovou RNA u prvoků. Rovněž je autorem teoretického konceptu zamrzlé evoluce (tj. teorií zamrzlé evoluce a zamrzlé plasticity) a konceptu turbidostatické a chemostatické selekce. V oblasti fyziologie buňky je autorem hypotézy vnitrobuněčné isoelektrické fokusace a v oblasti imunologie zase konceptu koevoluce peptidických slovníků parazita a hostitele; tento koncept využil v roce 2022 k odhalení původní hostitelské specifity viru SARS-CoV-2 a donora jeho genu pro spike protein.
Podle dvou Flegrových studií z oblasti evoluční psychologie jsou hnědoocí muži vnímáni jako důvěryhodnější než muži modroocí a inteligenci mužů, nikoli však žen, je možné odhadnout podle fotografie obličeje. Flegr je také spoluautorem dvou dnes již klasických článků ukazujících, že ženy v plodné fázi menstruačního cyklu jsou pro muže vizuálně atraktivnější a zároveň upřednostňují tělesnou vůni mužů, kteří skórují vysoko v psychologickém dotazníku dominance. Je autorem metody umožňující rozpoznat, které vlastnosti lidé skutečně upřednostňují u svých potenciálních partnerů. Pomocí této metody mimo jiné zjistil, že ačkoli muži deklarují, že bohatství partnerky není vůbec důležité, je to pro ně ve skutečnosti třetí nejdůležitější vlastnost, hned po charismatu a smyslu pro humor.
Jaroslav Flegr v roce 1993 založil Biologickou nadaci a až do ukončení její činnosti byl členem její správní rady. Od roku 1998 je členem redakční rady časopisu Vesmír a od roku 2009 časopisu Neuroendocrinology Letters, v letech 2011–2018 občasně přispíval do internetového magazínu popularizujícího vědu OSEL.cz. Na Přírodovědecké fakultě UK v Praze přednáší předměty „úvod do evoluční biologie“, „praktická metodologie vědy“, „mikroevoluce a makroevoluce“, „metody experimentální a evoluční psychologie“ a „evoluční a ekologická parazitologie“, ale vyučoval také „molekulární fylogenetiku“, „evoluční biologii“ a „imunologii“. Celkově zatím vychoval 19 PhD studentů, z níž někteří již po úspěšné habilitaci či složení profesury založili vlastní školy. Mezi lety 2016 a 2021 působil jako výzkumný pracovník v Národním ústavu duševního zdraví. Byl též členem České společnosti imunologické a stále je členem České parazitologické společnosti.
Po roce 2020 se věnoval studiu viru SARS-CoV-2. Ukázal, že u osob nakažených toxoplasmou má nákaza původní wuchanskou variantou viru horší průběh. V následné rozsáhlé prospektivní studii zahrnující na počátku 30 tisíc účastníků byli stejní lidé sledováni před nákazou a po nákaze. Studie odhalila řadu faktorů, které zvyšovaly či naopak snižovaly riziko nákazy či riziko těžkého průběhu onemocnění. Studie mimo jiné ukázala, že roušky a respirátory i vitamin D skutečně snižují riziko následné nákazy. V roce 2022 publikoval s kolegy studii, v níž pomocí své metody srovnávání peptidických slovníků ukázali, že virus SARS-CoV-2 je zřejmě chimérického původu – jeho spike receptor pochází z viru adaptovaného na člověka, zatímco ostatní geny pocházejí z viru adaptovaného na vrápence.
Jaroslav Flegr je autorem více než 175 odborných prací evidovaných v databázích Scopus a WOS (k lednu 2022) a celkem 8 českých knih – učebnic, monografií a knih populárně-naučného žánru. V roce 2019 se podle citovanosti prací umístil na 35. místě ze všech českých přírodovědců a na 27. místě ze zhruba 21000 světových parazitologů a mykologů (směsná kategorie).
Některé z Flegrových publikací byly zveřejněny v tzv. otevřených časopisech. Flegr je zároveň dlouholetým stoupencem a propagátorem sdílení dat a předregistrování studií – většina studií pocházející z jeho laboratoře bývá před zahájením včetně hypotéz a metod budoucí analýzy předregistrována v databázi OSF a v jeho článcích jsou vždy odkazy na původní data použitá v příslušných studiích. V roce 2018 získal za tyto aktivity cenu v mezinárodní soutěži Open Science Framework.

### Výzkum manipulační hypotézy
Tým Jaroslava Flegra od roku 1993 zkoumá psychiku a chování tisíců studentů, gravidních žen, dárců krve a desetitisíců vojáků. Výsledky publikované zatím asi v 90 studiích ukázaly, že osoby infikované toxoplasmou se z hlediska svého chování a psychických projevů liší. Mimo jiné také ukázaly, že nakažené osoby mají například mírně zpomalené reakční doby (8 % rozptylu, asi 10–17 tisícin sekundy a zhruba 2,7krát vyšší pravděpodobnost dopravní nehody. Tým Jaroslava Flegra rovněž ukázal, že nakaženým ženám se v letech brzy po nákaze rodí výrazně více synů než dcer a v dalších letech se tento poměr obrací. Dále na nezávislých datech potvrdil starší teorii, podle které toxoplasmosa výrazně zvyšuje riziko schizofrenie. Ukázal, že průběh tohoto onemocnění je podstatně závažnější u osob nakažených než u osob nenakažených a že například specifické změny v morfologii mozku nastávají pouze u osob nakažených toxoplasmou. Za ověřenou se však zatím nedá pokládat hypotéza, že mnohé z pozorovaných změn v chování nakažených osob jsou výsledkem účelné manipulace parazita, směřující k jeho přenosu z nakaženého do nenakaženého hostitele, nikoli pouze vedlejšími efekty chronického parazitárního onemocnění. V roce 2006 publikoval pražský tým hypotézu, podle které je většina změn v chování toxoplasmou nakažených osob, konkrétně ty, které se projevují opačně u mužů a žen, výsledkem dlouhodobě působícího mírného stresu vyvolaného chronickou nákazou. Navazující výzkumy skutečně prokázaly, že latentní toxoplazmóza, o níž se do té doby předpokládalo, že je bezpříznaková, zvyšuje riziko celé řady nemocí.  Rozsáhlá ekologická korelační studie z roku 2014 dále ukázala, že rozdíly ve výskytu toxoplasmózy v jednotlivých Evropských zemích vysvětlují až 23% variability v celkové nemocnosti v těchto zemích. Tento vedlejší výstup studia manipulační aktivity toxoplasmy vyvolal ve světě značný zájem o studium vlivu latentní toxoplasmózy na veřejné zdraví – celkově byla výchozí studie Flegrova týmu citována do roku 2022 asi 300krát. Po roce 2008 publikoval tým Jaroslava Flegra v odborných časopisech asi 15 prací, ve kterých autoři ukázali, že osoby s krevní skupinou Rh+, zejména heterozygoti, jsou chráněny proti řadě negativních faktorů prostředí (včetně některých vlivů toxoplasmózy), a že by tedy polymorfismus v Rh faktoru mohl být v populaci udržován selekcí ve prospěch heterozygotů. Většina zatím publikovaných studií, včetně všech doposud publikovaných metaanalytických studií shrnujících publikované výsledky, potvrzuje, že toxoplasmóza ovlivňuje kognitivní výkon, riziko dopravních nehod a duševní i fyzické zdraví u toxoplasmou nakažených osob. Existují však i studie s opačným vyzněním.
Počátkem roku 2018 Flegrův tým dále v prestižním časopise Scientific Reports publikoval studii, ve které autoři tvrdili, že u osob infikovaných cytomegalovirem dochází ke snížení inteligence, a s tímto tvrzením následně Flegr vystoupil v řadě českých médií. Flegr doslova prohlásil, že kvůli viru hloupne 80 % populace. Obratem jiní čeští výzkumníci, Jaroslav Gottfried a Hynek Cígler, upozornili v dosud nepublikovaném preprintu na závažná pochybení v metodologii a statistickém zpracování celého článku. V důsledku chyby výzkumného týmu, který špatně zpracoval a interpretoval data, je efekt ve skutečnosti buď opačný, tedy že lidé infikovaní cytomegalovirem vykazují vyšší inteligenci, nebo spíše vůbec neexistuje. Autoři původního článku chybu uznali a ihned požádali o uveřejnění příslušné opravy, na což však redakce nepřistoupila, a tak byl po dalších čtyřech letech článek z časopisu na jejich vlastní žádost stažen (retraktován). V souvislostí s tím byla uveřejněna opravená verze článku. Ta ukazuje, že vysokoškolští studenti nakažení cytomegalovirem vykazují vyšší IQ než nenakažení (což je interpretováno jako důsledek vyššího rizika nákazy u inteligentnějších jedinců, kteří mívají hustší síť sociálních kontaktů), s časem od infekce se však jejich kognitivní výkon postupně snižuje. Snižování kognitivního výkonu i zvýšené riziko některých demencí u nakažený osob v mezičase potvrdily také zahraniční studie, včetně zatím poslední shrnující metaanalytické studie.
V roce 2014 získal Ig Nobelovu cenu (udělovanou za „výsledky, které vás nejprve rozesmějí, a následně donutí k zamyšlení“) za zjištění související s výzkumem toxoplazmózy, a to, že vlastnictví koček ohrožuje duševní zdraví. Počátkem roku 2016 mu v časopise Parasites & Vectors vyšel článek potvrzující, že korelace mezi duševním zdravím a zraněním způsobeným kočkou skutečně existuje, ovšem trochu jiným způsobem, nežli předpokládala studie amerického týmu, který k tématu přivedl komisi Ig Nobela. Spíše než s pokousáním totiž výskyt unipolárních depresí souvisí s poškrábáním kočkou, což naznačuje, že za problémy spíše než Toxoplasma gondii může být zodpovědná bakterie Bartonella henselae, která způsobuje takzvanou nemoc z kočičího škrábnutí, jež má mimo jiné právě i příznaky neurologické. V roce 2018 však Flegrův tým publikoval studii, ve které depresivní pacienty poškrábané kočkou otestovali na přítomnost protilátek proti bakterii Bartonella henselae, a výskyt depresí s přítomnosti protilátek dle výsledků studie příliš nekoreloval. Není však vyloučeno, že za deprese by mohl být zodpovědný nějaký jiný, méně známý, druh bakterie rodu Bartonella. Autoři však rovněž přiznávají, že v takovýchto studiích nelze definovat, co je příčina a co následek, a tudíž je možné, že lidé s unipolární depresí jsou oproti psychicky zdravé populaci častěji poškrábáni kočkami.

### Teorie zamrzlé evoluce
V oblasti evoluční biologie Jaroslav Flegr formuloval teorii zamrzlé plasticity, podle které se pohlavně se rozmnožující druhy mohou působením selekce měnit pouze 1–2 % doby své existence, a to pouze bezprostředně po svém vzniku určitým typem speciace. Rovněž navrhl mechanismus, který je za střídání plastické a elastické fáze zodpovědný (spolupůsobení frekvenčně závislé selekce a pleiotropních účinků genů). Později formuloval teorii zamrzlé evoluce, podle níž se v jednotlivých evolučních větvích a taxonech v průběhu času neustále zužuje okruh znaků, ve kterých se druhy mohou (ve své plastické fázi) měnit, a rovněž navrhl příslušný mechanismus (třídění z hlediska stability). Rovněž je autorem konceptu turbidostatické a chemostatické selekce, tj. selekce směrem k vyšší rychlosti nebo vyšší ekonomičnosti množení v závislosti na charakteru negativní zpětné vazby udržující z dlouhodobého hlediska konstantní velikost populace. Jedna jeho teorie předpokládá, že eukaryotická buňka strukturuje své nitro, přesunuje jednotlivé molekuly a zapíná a vypíná jednotlivé metabolické dráhy pomocí procesu isoelektrické fokusace.

## Pandemie covidu-19
V roce 2020 se stal Jaroslav Flegr všeobecně známou osobou díky vyjadřování svých postojů a předpovědí k pandemii covidu-19. Vývoj často komentoval na svém blogu a facebookové stránce Milý Micíku, vystupoval v různých televizních a internetových pořadech. Některé své texty vztahující se k tématu shrnul a okomentoval v knize Milý Micíku, aneb Covid v Kocourkově. Za své pravidelné komentování byl nominován na literární cenu Magnesia Litera za rok 2021. V důsledku této své aktivity se stal i terčem kritiky, například za nesprávnou práci s daty a manipulaci veřejností. Opakovaně Flegra kritizoval imunolog Jiří Šinkora, dle kterého je Flegr v oblasti imunologie pouhým laikem.
Opakovaně byl též obviňován, že svými výroky o pandemii „straší lidi“, což mohlo vést až ke zhoršení jejich psychosomatického stavu a potažmo ke zhoršení průběhu epidemie v Česku.
V roce 2021 se Jaroslav Flegr spolu s prezidentem České lékařské komory Milanem Kubkem, imunologem Václavem Hořejším, ministrem zdravotnictví Adamem Vojtěchem, hlavní hygieničkou ČR Pavlou Svrčinovou a dalšími veřejně známými osobami stal terčem stalkingu. Pět až deset jejich odpůrců je opakovaně pronásledovalo a napadalo v místě bydliště, pronásledování pak řešila i policie. Jedním z pronásledovatelů byl devětadvacetiletý invalidní důchodce Patrik Tušl, který byl v minulosti již pětkrát podmíněně odsouzený. Ten pronásledování natáčel a videa pak zveřejňoval na internetu, od diváků za to vybíral odměny. V lednu 2022 policie Tušla obvinila ze stalkingu Milana Kubka.
V roce 2023 se Jaroslav Flegr podílel na studii, která porovnávala zdravotní stav očkovaných a neočkovaných lidí po prodělání covidu-19. Výsledky ukázaly, že očkovaní lidé měli častěji zdravotní problémy, protože se očkovat nechávali hlavně lidé s už existujícími nemocemi. Studie také zjistila, že lidé, kteří se nechali očkovat dříve než onemocněli, byli později ve výrazně lepší kondici. Měli lepší zdraví a dosahovali lepších výsledků v testech mentálních schopností.

## Život
Jaroslav Flegr je ženatý a má dvě dospělé děti.

### Doslovy
- DAWKINS, Richard. Slepý hodinář : zázrak života očima evoluční biologie. Praha: Paseka, 2002. ISBN 80-7185-445-X.
- ZIMMER, Carl. Vládce parazit : pohled do světa nejnebezpečnějších tvorů planety. Praha: Paseka, 2005. ISBN 80-7185-685-1.